# Gouvernement Rumor I
 (septembre 2023).
Si vous disposez d'ouvrages ou d'articles de référence ou si vous connaissez des sites web de qualité traitant du thème abordé ici, merci de compléter l'article en donnant les références utiles à sa vérifiabilité et en les liant à la section « Notes et références ».
Le premier gouvernement de Mariano Rumor, le vingt-troisième de la République italienne, est entré en fonctions le 12 décembre 1968, succédant au deuxième gouvernement de Giovanni Leone. Il est resté en fonctions jusqu'au 5 août 1969, soit sept mois et vingt-quatre jours. Il a été remplacé par deuxième gouvernement de Mariano Rumor.

## Composition
- Président du Conseil des ministres, M. Mariano Rumor
- Vice-Président du Conseil des ministres, M. Francesco De Martino

### Ministres sans portefeuille
- Interventions extraordinaires pour le Mezzogiorno et les Zones en crise du Centre-Nord, M. Paolo Emilio Taviani
- Rapports entre le Gouvernement et le Parlement

M. Crescenzo Mazza (jusqu'au 24.03.1969)
M. Carlo Russo
- Recherche scientifique, M. Salvatore Lauricella
- Réforme de l'administration publique, M. Eugenio Gatto

### Ministres
- Ministre des Affaires étrangères, M. Pietro Nenni
- Ministre de l'Intérieur, M. Francesco Restivo
- Ministre des Grâces et de la Justice, M. Silvio Gava
- Ministre du Budget et de la Programmation économique, M. Luigi Preti
- Ministre des Finances, M. Oronzo Reale
- Ministre du Trésor, M. Emilio Colombo
- Ministre de la Défense, M. Luigi Gui
- Ministre de l'Instruction publique

M. Fiorentino Sullo (jusqu'au 24.03.1969)
M. Mario Ferrari Aggradi
- Ministre des Travaux publics, M. Giacomo Mancini
- Ministre de l'Agriculture et de la Forêt, M. Athos Valsecchi
- Ministre des Transports et de l'Aviation civile, M. Luigi Mariotti
- Ministre des Postes et Télécommunications

M. Mario Ferrari Aggradi (jusqu'au 24.03.1969)
M. Crescenzio Mazza
- Ministre de l'Industrie, du Commerce et de l'Artisanat, M. Mario Tanassi
- Ministre de la Santé, M. Camillo Riparmonti
- Ministre du Commerce extérieur, M. Vittorino Colombo
- Ministre de la Marine marchande, M. Giuseppe Lupis
- Ministre des Participations d'État, M. Arnaldo Forlani
- Ministre du Travail et de la Prévoyance sociale, M. Giacomo Brodolini
- Ministre du Tourisme et du Spectacle, M. Lorenzo Natali